# Кубок Бельгии по шоссейному велоспорту среди женщин
Кубок Бельгии  по шоссейному велоспорту среди женщин (фр. Lotto Cycling Cup pour Dames) — сезонный турнир из самостоятельных шоссейных бельгийских велогонок проводящийся с 2011 года. Является аналогом мужского Кубка Бельгии.

## История
Кубок был создан в 2011 году. Он состоит из ряда однодневных и многодневных бельгийских гонок. Количество гонок включённых в календарь может меняться каждый год. Обычно проводится 7 или 8 гонок.
Организатором выступает Федерация велоспорта Бельгии (RBCL).

### Гонки
В разные годы в календарь Кубка входили следующие гонки: 
- 2 Дистриктенпейл
- Гойк — Герардсберген — Гойк
- Гран-при Беренса
- Гран-при Доттиньи
- Гран-при Софи Гос
- Даймонд Тур
- Дварс дор де Вестхук
- Кёкенс Ван Ломмел Ледис Классик
- Кнокке-Хейст — Бредене
- Ле-Самен
- МерКсем Классик
- Омлоп ван хет Хегеланд
- Ронде Мускрона
- Трофей Мартена Винантса
- Тур Бельгии
- Финальная гонка — Бреендонк
- Фландерс Ледис Классик — Софи Де Вёйст
- Халле — Бёйзинген
- Эрондегемсе Пейл

## Призёры
| Год  | Победитель        | Второй              | Третий            |
| ---- | ----------------- | ------------------- | ----------------- |
| 2011 | Лисбет Де Вохт    | Софи Де Вёйст       | Эвелин Арис       |
| 2012 | Лисбет Де Вохт    | Kaat Hannes         | Майке Полспоел    |
| 2013 | Софи Де Вёйст     | Келли Дрёйтс        | Селин Ван Северен |
| 2014 | Софи Де Вёйст     | Лисбет Де Вохт      | Валери Деми       |
| 2015 | Софи Де Вёйст     | Kaat Van Der Meulen | Kaat Hannes       |
| 2016 | Келли Дрёйтс      | Моник ван дер Рее   | Валери Деми       |
| 2017 | Моник ван дер Рее | Жольен Д'Ор         | Ева Бурман        |
| 2018 | Лорена Вибес      | Джейн ван дер Меер  | Эви Кёйперс       |
| 2019 | Даниэла Гасс      | Катрин Швайнбергер  | Лотте Копеки      |
| 2020 |                   |                     |                   |
| 2021 |                   |                     |                   |